# Peugeot Quartz
Der Peugeot Quartz ist ein Konzeptfahrzeug des französischen Automobilherstellers Peugeot, das erstmals auf dem Pariser Automobilsalon 2014 präsentiert wurde.
Das Fahrzeug ist ein Crossover aus Limousine und Sport Utility Vehicle. Es basiert auf der EMP2-Plattform von PSA, besitzt gegenläufig öffnende Türen und keine B-Säule. Das Interieur zeichnet sich durch die Verwendung selten gebrauchter Materialien wie Basaltstein aus und orientiert sich am Konzept des i-Cockpit.
Angetrieben wird der Quartz von insgesamt drei Motoren. Einem 1,6-l-Turbobenziner und zwei Elektromotoren. Die Systemleistung des Elektrohybridantriebs liegt bei 500 PS.